# البرت روت
البرت روت (انگلیسی: Elbert Root; ۲۰ ژوئیهٔ ۱۹۱۵ – ۱۵ ژوئیهٔ ۱۹۸۳) شیرجه‌رو اهل ایالات متحده آمریکا بود.